# Sipí
Sipí – miasto w Kolumbii, w departamencie Chocó.